# Moussa Noterman
Moussa Sylla Noterman (11 mei 2000) is een Belgisch basketballer.

## Carrière
Noterman speelde in de jeugd van CFWB, United Basket Woluwé, Uccle Europe en Spirou Charleroi. Bij Charleroi maakte hij zijn debuut in het seizoen 2018/19 maar speelde tot in het seizoen 2021/22 maar enkele wedstrijden mee met de eerste ploeg. In het seizoen 2021/22 speelde hij 20 wedstrijden in de reguliere competitie. In 2022 maakte hij de overstap naar Liège Basket waar hij in zijn eerste seizoen gemiddeld 20,8 minuten speeltijd kreeg.
In september 2024 sloot hij zich aan bij derdeklasser Royal IV Brussels. Hij verliet de ploeg en ging spelen voor het Griekse GS Ermis Shimatariou waar op dat moment ook Vukan Samardzic speelde. Hij verliet de ploeg na een seizoen en keerde terug naar de Belgische competitie waar hij tekende voor een seizoen bij landskampioen BC Oostende.

### 3x3-basketbal
Hij speelde in 2018 op de Olympische Jeugdspelen in het 3x3-basketbal en won de zilveren medaille samen met Sam Hofman, Sasha Deheneffe en Ferre Vanderhoydonck.